# Biimplikation
Biimplikation er en betegnelse i logik og matematik for et udsagn eller en funktion, der resulterer i værdien sand, når begge operander har samme sandhedsværdi. Dette betyder at enten er begge operander sande eller begge falske.
I logik skrives en biimplikation
{\displaystyle P\Leftrightarrow Q}
og læses: Det er tilfældet at P hvis og kun hvis det er tilfældet at Q. Det skal således forstås at P gælder kun hvis Q gælder men samtidigt også omvendt at Q gælder kun hvis P gælder. Det sidste kan skrives med symboler: (Q ⇒ P og P ⇒ Q ) {\displaystyle \Leftrightarrow } ({\displaystyle P\Leftrightarrow Q}) .
Operanderne P og Q siges at være ækvivalente (eller logisk ækvivalente); i matematikken betyder det at operanderne udtrykker det samme fænomen på forskellige måder.
Biimplikation er transitiv. Dvs hvis P {\displaystyle \Leftrightarrow } Q og Q {\displaystyle \Leftrightarrow } W gælder P {\displaystyle \Leftrightarrow } W.
Biimplikation bliver også skrevet som fraserne dobbelt implikation, hvis og kun hvis (engelsk if and only if - hyppigt forkortet til iff), hviss, når og kun når, netop hvis, netop når og ensbetydende med. Biimplikation kan skrives med symbolerne "{\displaystyle \Leftrightarrow }", "⇄", "↔" eller "≡".

## Definition
Sandhedstabellen for P {\displaystyle \Leftrightarrow } Q er som følger - sidste søjle (S=sand, F=falsk):
| P | Q | P {\displaystyle \Leftrightarrow } Q |
| - | - | ------------------------------------ |
| S | S | S                                    |
| S | F | F                                    |
| F | S | F                                    |
| F | F | S                                    |

Sandhedstabellen for P {\displaystyle \Leftrightarrow } Q er ækvivalent med det som produceres af en XNOR-gate (NOT af en XOR-gate) - og det modsatte af hvad der produceres af en XOR-gate.

## Biimplikation i matematik
Et typisk eksempel på anvendelse af biimplikation er i matematik for at illustrere at to ligninger har ækvivalente løsningsmængder. F.eks. kan man illustrere at ligningen {\displaystyle 2x^{2}=8} har samme løsningsmængde som {\displaystyle x^{2}=4} ved at skrive:
{\displaystyle 2x^{2}=8\Leftrightarrow x^{2}=4\Leftrightarrow (x=-2{\text{ eller }}x=2)}.